# Hassi Bounif
Hassi Bounif è un comune dell'Algeria, situato nella provincia di Orano.